# 제49회 베를린 국제 영화제
제49회 베를린 국제 영화제는 1999년 2월 10일에 열린 시상식이다.

## 수상 및 후보

### 황금곰상
- 씬 레드 라인 - 테렌스 맬릭 수상

### 은곰상:심사위원상
- 미후네 - 소렌 카우-야콥슨 수상
- 디저트 - 제프 스타크 수상

### 은곰상:감독상
- 하이 로 컨츄리 - 스티븐 프리어스 수상

### 은곰상:여자연기자상
- 에이미와 야구아 - 마리아 슈라더 수상
- 에이미와 야구아 - 율리안느 콜러 수상

### 은곰상:남자연기자상
- 밤에 생긴 일 - 마이클 귀스덱 수상

### 은곰상:예술공헌상
- 엑시스텐즈 - 데이빗 크로넨버그 수상

### 황금곰상:단편영화상
- 파라오 - 세르게이 오브차로프 수상
- 마스크 - 피오트르 카와스 수상

### 황금곰상:명예황금곰상
- Shirley MacLaine 수상

### 은곰상:알프레드 바우어상
- 카니발 - 토마스 뱅상 수상

### 은곰상:공헌상
- 셰익스피어 인 러브 - 마크 노먼 외 1명 수상

### 베를린카메라상
- Armen Medvedjev 수상
- Meryl Streep 수상
- Robert Rodriguez 수상

### 블루 엔젤상
- 태양으로의 여행 - 예심 우스타오글루 수상